# 克魯克山
克魯克山（英語：Mount Crooker）是南極洲的山峰，位於帕爾默地，處於賴德冰川北岸和飛馬座山脈南端，以美國研究隊的生物學家命名，現時由南極條約體系管理。